# Peter Beardsley
Peter Andrew Beardsley (Hexham, Reino Unido, 18 de enero de 1961) es un exfutbolista inglés, se desempeñaba como mediapunta y llegó a ser capitán jugando con la selección de fútbol de Inglaterra.

## Clubes
| Club                   | País       | Año         | Apariciones | Goles |
| ---------------------- | ---------- | ----------- | ----------- | ----- |
| Carlisle United FC     | Inglaterra | 1979 - 1981 | 104         | 22    |
| Vancouver Whitecaps FC | Canadá     | 1981 - 1982 | 48          | 20    |
| Manchester United FC   | Inglaterra | 1982 - 1983 | 0           | 0     |
| Vancouver Whitecaps FC | Canadá     | 1983        | 25          | 8     |
| Newcastle United FC    | Inglaterra | 1983 - 1987 | 147         | 61    |
| Liverpool FC           | Inglaterra | 1987 - 1991 | 131         | 46    |
| Everton FC             | Inglaterra | 1991 - 1993 | 81          | 25    |
| Newcastle United FC    | Inglaterra | 1993 - 1997 | 129         | 47    |
| Bolton Wanderers FC    | Inglaterra | 1997 - 1998 | 17          | 2     |
| Manchester City FC     | Inglaterra | 1998        | 6           | 0     |
| Fulham FC              | Inglaterra | 1998        | 21          | 4     |
| Hartlepool United      | Inglaterra | 1998 - 1999 | 22          | 2     |
| Melbourne Knights FC   | Australia  | 1999        | 2           | 0     |

## Participaciones en Copas del Mundo
| Mundial                        | Sede   | Resultado        | Partidos | Goles |
| ------------------------------ | ------ | ---------------- | -------- | ----- |
| Copa Mundial de Fútbol de 1986 | México | Cuartos de final | 5        | 1     |
| Copa Mundial de Fútbol de 1990 | Italia | Cuarto lugar     | 7        | 0     |

- Datos: Q344989